# Acronicta pallidicoma
Acronicta pallidicoma är en fjärilsart som beskrevs av Augustus Radcliffe Grote 1878. Acronicta pallidicoma ingår i släktet Acronicta och familjen nattflyn. Inga underarter finns listade i Catalogue of Life.